# Роб Рой (фильм)
«Роб Рой» (англ. Rob Roy) — американский исторический кинофильм 1995 года.

## Сюжет
Шотландия, 1713 год. Роб Рой МакГрегор возвращает украденное стадо своему хозяину герцогу Монтрозу. Тем временем Монтроз представляет герцогу Аргайлу молодого безденежного незаконнорождённого аристократа из Лондона — Арчибальда Каннингема, поступившему к нему на службу. Местный чемпион Годфри вызывает Каннингема на поединок, Аргайл охотно заключает пари с Монтрозом, однако щуплый с виду щёголь оказывается блестящим фехтовальщиком и легко побеждает своего противника.
Дела клана МакГрегора идут хорошо и жители решают взять взаймы тысячу фунтов у Монтроза, чтобы купить стадо и провести безбедную зиму. Келлерн, стряпчий Монтроза, неожиданно выдаёт всю сумму Алану МакДональду, ожидавшему подпись Монтроза. На пустынной дороге Каннингем убивает МакДональда. Соплеменники МакГрегора считают, что Алан, который много говорил об эмиграции в Вирджинию, бежал с деньгами, но Роб Рой не верит в это.
Монтроз предлагает оказавшемуся в ловушке МакГрегору засвидетельствовать, что Аргайл является якобитом. Роб Рой отказывается, и Монтроз приказывает Каннингему арестовать должника до уплаты, но горец разоружает щёголя и убегает. Возмущённый Монтроз восклицает: «Сегодняшняя ночь была последней ночью, которую вы провели спокойно!». Монтроз даёт Каннингему роту солдат и поручает привезти к нему «сломленного, но живого Роба Роя МакГрегора». Горцы устраивают засаду на подступах к селению, но отряд Каннингема приплывают по озеру на лодках и, из-за беспечности Аласдейра МакГрегора, заснувшего на посту, без помех высаживаются в селении Роба Роя. Каннингем приказывает солдатам сжечь дома и убить скот, а сам насилует Мэри, жену МакГрегора. Прибежавший Аласдейр, не догнав отплывающие лодки с хохочущими и блеющими солдатами, догадывается о поступке Каннингема, но Мэри берёт с него обещание молчать об этом.
Бетти, служанка Каннингема, которую тот выгнал после того, как она забеременела от него, догадывается по обмолвкам, что в пропаже денег замешаны Келлерн с Арчибальдом и делится своими догадками с Мэри. Роб Рой похищает Келлерна, однако выбить из него признание не получается: Бетти повесилась, а Келлерн в разговоре с Мэри догадывается что она забеременела от своего насильника и требует свободы в обмен на своё молчание. Мэри наносит Келлерну удар ножом в шею. Аласдейр догоняет истекающего кровью Келлерна, и, поняв причину случившегося, топит его в водах озера. МакГрегор решает бить Монтроза по его самому уязвимому месту — по карману: горцы угоняют его скот и разоряют владения. После одной из стычек смертельно раненый Аласдейр рассказывает Робу Рою о совершенном над Мэри надругательстве. Солдаты берут Роба Роя в плен и приволакивают на верёвке к Монтрозу, который приказывает Каннингему повесить шотландца. Однако МакГрегор набрасывает петлю на шею щёголю и прыгает с моста. Солдатам, чтобы спасти командира, приходится перерезать верёвку. Плывя по течению бурной реки, Роб Рой натыкается на труп быка, и, выпотрошив его, находит себе зловонное укрытие в бычьем брюхе: погоня проходит мимо.
Жена МакГрегора рассказывает Аргайлу об отвергнутом её мужем бесчестном предложении Монтроза оговорить Аргайла при дворе в обмен на прекращение преследования из-за пропавших денег. Аргайл тронут, что это сделано не из личной симпатии, а из соображений чести; он даёт Мэри с детьми убежище, а когда Роб Рой возвращается, по его просьбе договаривается с Монтрозом о поединке МакГрегора и Каннингема. Перед поединком Аргайл и Монтроз делают ставки: если побеждает Арчибальд — Аргайл выплачивает долг Роб Роя, если побеждает горец — Монтроз прощает долг. Искусный фехтовальщик Каннингем наносит несколько ран противнику. Обессилевший МакГрегор падает на пол. Каннингем подносит шпагу к горлу шотландца, однако тот хватается голой рукой за лезвие и наносит щёголю смертельный удар. Инцидент исчерпан, герой возвращается домой к семье.

## В ролях
- Лиам Нисон — Роберт Рой МакГрегор
- Джессика Лэнг — Мэри МакГрегор
- Джон Хёрт — герцог Монтроз
- Тим Рот — Арчибальд Каннингем
- Эрик Штольц — Алан МакДональд
- Джейсон Флеминг — Грегор, слуга клана МакГрегора
- Эндрю Кейр — герцог Аргайл
- Брайан Кокс — Келлерн
- Брайан МакКарди — Аласдейр МакГрегор
- Ивэн Стюарт — Колл, слуга клана МакГрегора
- Ширли Хендерсон — Мораг

Трейлер фильма был помещён на диск дистрибутива Windows 95 как пример мультимедийного файла.

## Награды и номинации
- 1996 — номинация на премию «Оскар» за лучшую мужскую роль второго плана (Тим Рот)
- 1996 — номинация на премию «Золотой глобус» за лучшую мужскую роль второго плана (Тим Рот)
- 1996 — премия BAFTA за лучшую мужскую роль второго плана (Тим Рот)
- 1996 — номинация на премию «Сатурн» за лучшую мужскую роль второго плана (Тим Рот)